# استخوان کف‌پایی پنجم
استخوان متاتارسال پنجم (به انگلیسی: Fifth Metatarsal Bone)، استخوان بلندی در کف پاست و در طول دیستال لبه بیرونی پا قابل لمس است. این استخوان، کوچک ترین استخوان، از پنج استخوان متاتارسال است. استخوان متاتارسال پنجم مشابه استخوان متاکارپال پنجم کف دست است.